# Пашинян, Эдуард Рубенович
Эдуа́рд Рубе́нович Пашиня́н (арм. Էդուարդ Փաշինյան; 24 апреля 1923, Тифлис — 4 ноября 2004, Ереван) — армянский советский музыковед, педагог, композитор.

## Биография
Родился 24 апреля 1923 в Тифлисе.
Участник Великой Отечественной войны.
В 1951 — окончил теоретико-композиторский ф-т Ереванской консерватории.
В 1954 — окончил Ереванский медицинский институт.
1951—1961 — преподаватель (зав. теоретич. отд.) Музыкального училища имени Р. Меликяна.
С 1961 — ст. преподаватель Ереванской консерватории (с 1971 доцент, а затем и профессор кафедры теории музыки).
Скончался на 82-м году жизни 4 ноября 2004 года в Ереване.

## Сочинения
- Кандидат искусствоведения, диссертация «Учебник гармонии, 2-я часть» (1968)
- Автор хоров, ф-п. пьес. Создатель теории универсальной суперладовой тональной системы в музыке.
- Автор статей по вопросам теории музыки
- «Из опыта работы музыкального методического объединения» (журн. «Среднее специальное образование», 1964, № 7)
- «Универсальная суперладовая система в армянской музыке» («Историко-филологический журнал АН Арм. ССР», 1973, № 3)
- «Некоторые вопросы гармонии в свете универсальной суперладовой системы и их трактовка в других современных теоретических учениях» («Межвузовский сборник научных работ. Искусствоведение». Ер., 1974, № 1)

### Научно-методические труды
На армянском языке
- Учебник гармонии (две части). Ереван, 1960, 1966, 2-е изд. (1-я ч.) 1975.
- Ладотональная система музыки 20-го века. Тезисы доклада на международной конференции «Музыкальная культура в преддверии 21-го века». Ер., 1997
- Учебник полифонии. Ер., 1998
- О ладогармонических особенностях произведений Арама Хачатуряна. //Вопросы теории и эстетики армянского музыкального творчества. Ер., 1999.
- Вопрос ладового развития относительного музыкального слуха. Ер., 2000.
- Принципы развития музыкального языка в композиторском творчестве 20-го века.//Тезисы доклада на республиканской научно-теоретической конференции. Ер., 2000
- Полиладово-политональное полимонодическое начало — основа многоголосия хоровых произведений Комитаса.// Сборник музыковедческих трудов (часть 1-я). Ер., 2000.
- Зонная функция ступеней лада.//совместно с Р.Степанян — Сборник музыковедческих трудов (часть 1-я). Ер., 2000.

## Достижения
- кандидат искусствоведения
- профессор Ереванской государственной консерватории
- заслуженный деятель искусств Армянской ССР
- медаль «За отвагу» (03.07.1944)[1]
- медаль «За боевые заслуги» (31.12.1943)[2]
- медаль «За оборону Кавказа» (15.09.1944)[3]

## Ученики
- Светлана Навасардян
- Лусине Закарян
- Константин Петросян
- Армен Ананян
- Роберт Амирханян
- Арам Сатян
- Арам Абраамян
- Анаит Ростомян
- Рузанна Степанян
- Арташес Карталян
- Давид Азарян
- Артур Сатян

и многие другие известные деятели искусств.